# Kwinkwerema

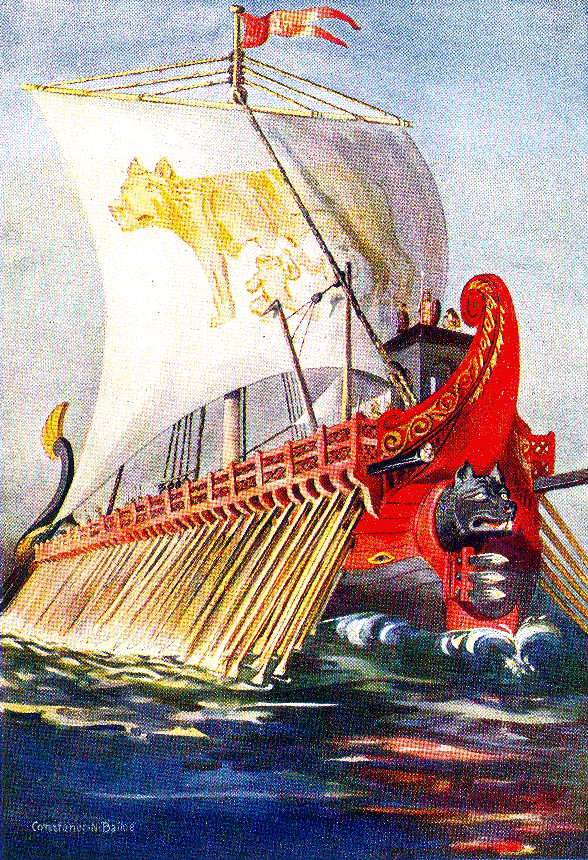
Rzymska kwinkwerema (wizja artystyczna)

Kwinkwerema lub pentera (łac. quinquerēmis [navis]; stgr. πεντήρης pentērēs) – rzymska galera o kilku rzędach wioseł, w okresie republiki najczęściej używany typ okrętu wojennego. 
Była to rzymska wersja rozpowszechnionego w czasach hellenistycznych wojennego kilkurzędowca, którego pomysł konstrukcji przypisuje się syrakuzańskiemu tyranowi Dionizjuszowi Starszemu toczącemu wówczas walki z Kartaginą. Od sycylijskich Greków przejęty przez Kartagińczyków, został następnie podczas pierwszej wojny punickiej masowo skopiowany przez Rzymian na podstawie znalezionego wraku nieprzyjacielskiego okrętu. 
Typowa ich kwinkwerema miała długość 37 m przy szerokości kadłuba 4 m i głębokości zanurzenia 1,2 m. Według Polibiusza (Dzieje I 26, 7) załogę kwinkweremy stanowiło 300 wioślarzy i 120 żołnierzy. W porównaniu z mniej doskonałą triremą o podobnych wymiarach (obsadzoną przez 200 ludzi załogi, w tym 170 wioślarzy), nieporozumienia i kontrowersje wzbudzało faktyczne rozmieszczenie wioślarzy w kilku (3-5) rzędach (poziomach) oraz liczba obsługujących jedno wiosło. Udowodniono, że przy pięciu rzędach wioseł na burcie, w praktyce znacznie zakłócona byłaby sterowność takiej jednostki ze względu na niemożność synchronizacji ruchów obsługi. Brak również świadectw ikonograficznych i archeologicznych dla istnienia takiego rzymskiego pięciorzędowca. Obecnie przyjmuje się, że faktycznie trójrzędowa kwinkwerema mogła mieć po 2 wioślarzy przy wiośle na dwóch wyższych poziomach i po jednym w najniższym rzędzie wioseł. Według odpowiednich wyliczeń załogę okrętu stanowiło zatem 112 wioślarzy w górnym rzędzie, 108 – w środkowym i 50 w dolnym oraz 30 marynarzy do obsługi takielunku, a ponadto 40 żołnierzy w czasie pokoju i 120 w stanie wojennym. Według innego schematu rozmieszczenia, na kwinkweremie liczącej 270 wioślarzy (na 300 członków załogi) i wyposażonej w 158 wioseł, poziom najwyższy miałby 58 wioseł z dwuosobową obsługą, średni – 54 dwuosobowe, a najniższy – 46 wioseł jednoosobowych.
W okresie cesarstwa zastosowanie kwinkweremy we flocie zostało znacznie pomniejszone na rzecz lżejszych i ruchliwszych jednostek – powszechniej używanych kwadrirem i najpopularniejszych trirem.